# Ammoconia aholai
Ammoconia aholai är en fjärilsart som beskrevs av Michael Fibiger 1996. Ammoconia aholai ingår i släktet Ammoconia och familjen nattflyn. Inga underarter finns listade i Catalogue of Life.